# Alex Sandro Mendonça dos Santos
Alex Sandro Mendonça dos Santos, mer känd som Cicinho, född 4 augusti 1986 i Jundiaí, är en brasiliansk fotbollsspelare (högerback) som spelar för Numancia, på lån från Sevilla. Inte att förväxla med Cicinho i Sivasspor eller Neuciano de Jesus Gusmão i Santos, två andra högerbackar som går under samma smeknamn.